# Indonesische Badmintonmeisterschaft 1974
Die Indonesische Badmintonmeisterschaft 1974 fand vom 16. bis zum 19. Januar 1974 in Semarang statt. Es waren auch internationale Teilnehmer zugelassen, wodurch die Meisterschaft auch als Indonesia Open 1974 bezeichnet wird. Einzige internationale Starter waren jedoch wenige Teilnehmer aus Malaysia, wobei Cheah Hong Chong mit dem Viertelfinale im Herreneinzel die beste Platzierung erreichte. Minarni, mittlerweile verheiratet, startete weiter unter ihrem Mädchennamen. Rudy Hartono verzichtete auf einen Start.

## Sieger und Platzierte
| Disziplin    | Gold                    | Silber                          | Bronze                            |
| ------------ | ----------------------- | ------------------------------- | --------------------------------- |
| Herreneinzel | Liem Swie King          | Tjun Tjun                       | Iie Sumirat                       |
| Herreneinzel | Liem Swie King          | Tjun Tjun                       | Christian Hadinata                |
| Dameneinzel  | Tati Sumirah            | Theresia Widiastuti             | Theodora                          |
| Dameneinzel  | Tati Sumirah            | Theresia Widiastuti             | Sri Wiyanti                       |
| Herrendoppel | Tjun Tjun Johan Wahjudi | Djaliteng Nunung Murdijanto     | Agus Susanto S. Ganda             |
| Herrendoppel | Tjun Tjun Johan Wahjudi | Djaliteng Nunung Murdijanto     | Liem Swie King Hariamanto Kartono |
| Damendoppel  | Minarni Retno Koestijah | Theresia Widiastuti Sri Wiyanti | Imelda Wiguna Regina Masli        |
| Damendoppel  | Minarni Retno Koestijah | Theresia Widiastuti Sri Wiyanti | M. Laniwati Rooslinawati          |
| Mixed        | Verawaty Wiharjo        |                                 |                                   |